# Pik Vladimira Belova
Pik Vladimira Belova är en bergstopp i Antarktis. Den ligger i Västantarktis. Argentina, Chile och Storbritannien gör anspråk på området. Toppen på Pik Vladimira Belova är 925 meter över havet, eller 242 meter över den omgivande terrängen. Bredden vid basen är 5,0 km.
Terrängen runt Pik Vladimira Belova är platt åt nordväst, men åt sydost är den kuperad. Trakten är obefolkad. Det finns inga samhällen i närheten.